# محمد بنعمر الزياني
محمد بنعمر الزياني (ولد سنة 1938 بالرباط) مغني مغربي عرف بأدائه لفن العيطة.

## حياته
ولد بمدينة الرباط سنة 1938، من أسرة مرساوية الأصل، من قبيلة أولاد زيان بمنطقة الشاوية، نواحي الدار البيضاء. بدأ دراسته بمدارس محمد الخامس ثم بثانوية مولاي يوسف سنة 1953 و منها بدأ اطلاعه على الموسيقى من قبل المدرسين الفرنسيين، ثم عمق معرفته الموسيقية مع الأستاذ عبد الوهاب أكومي بالمعهد الموسيقي للرباط. تعرف في صغره على عدة ألوان موسيقية مثل الملحون، والأندلسي، والغرناطي، كما أنه كان يتنقل إلى مدينة سلا ليجلس في مقهى البارودي للموسيقى, حيث تعرف على عدة فنانين مثل المعطي بنقاسم، أحمد البيضاوي، أحمد الغرباوي، إسماعيل أحمد.
اشتغل بنعمر الزياني موظفا بولاية الرباط، ثم مترجما محلفا بالرماني بين 1958 و1959، ثم انتقل لمكتب الصرف سنة 1961.
سنة 1964، قرر اختراف الموسيقى وأسس فرقته الموسيقية ليبدأ في إحياء السهرات ببعض الملاهي الليلية بالرباط والدار البيضاء رفقة سليم الهلالي. ذاع صيت بنعمر عند أدائه لأغنية أغنية الزاوية التي برز فيها لونه الغنائي، الذي جمع فيه بين عدة ألوان صهرها في صغره، خاصة العيطة والملحون.
شارك بنعمر الزياني في عدة حفلات وطنية وفي السهرات التي كانت تقدمها الإذاعة و التلفزة المغربية مباشرة على الهواء مساء كل يوم سبت. و من ثم بدأ في تسجيل أغانيه على أسطوانات 33 و 45 لفة بالبيضاء وباريس.
لقب ب جيمي هندريكس الكمان، نظرا لبراعته و عزفه الفني المتميز لهذه الآلة.

## أغانيه
- العروسة
- العين الزرقا
- الزاوية
- شوفو حالة